# モラーノ・スル・ポー
モラーノ・スル・ポー（伊: Morano sul Po）は、イタリア共和国ピエモンテ州アレッサンドリア県にある、人口約1,400人の基礎自治体（コムーネ）。

## 地理

### 位置・広がり
| 隣接するコムーネは以下の通り。括弧内のVCはヴェルチェッリ県所属を示す。 - バルツォラ - カミーノ - カザーレ・モンフェッラート - コニオーロ - コスタンツァーナ (VC) - ポンテストゥーラ - トリーノ (VC) |

### 地震分類
イタリアの地震リスク階級 (it) では、4 に分類される
。

## 行政

### 分離集落
モラーノ・スル・ポーには、以下の分離集落（フラツィオーネ）がある。
- Due Sture, Pobietto